# Formule de Cauchy pour l'intégration successive
La formule de Cauchy pour l'intégration successive, énoncée par Augustin Louis Cauchy, permet de condenser n intégrations en une seule. Elle est notablement généralisée en analyse fractionnaire.

## Cas scalaire
Soit f une fonction réelle continue. D'après le premier théorème fondamental de l'analyse, une primitive n-ième de f est :
{\displaystyle x\mapsto \int _{a}^{x}\int _{a}^{\sigma _{1}}\cdots \int _{a}^{\sigma _{n-1}}f(\sigma _{n})\,\mathrm {d} \sigma _{n}\cdots \,\mathrm {d} \sigma _{2}\,\mathrm {d} \sigma _{1}}.
Sa version condensée en une seule intégrale est :
{\displaystyle f^{[n]}(x)={\frac {1}{(n-1)!}}\int _{a}^{x}\left(x-y\right)^{n-1}f(y)\,\mathrm {d} y}.
Une preuve peut être donnée par récurrence. Pour l'initialisation (n = 1), il n'y a rien à démontrer car les deux expressions ci-dessus coïncident.
Quelques calculs (Beardon 2000) nous amènent à :
{\displaystyle {\frac {\mathrm {d} }{\mathrm {d} x}}f^{[n]}(x)=f^{[n-1]}(x)}.
De plus, f [n] s'annule en a. Par hypothèse de récurrence, elle est donc bien la primitive n-ième de f spécifiée initialement.

## Généralisations
La formule de Cauchy se généralise aux paramètres non entiers par l'intégrale de Riemann-Liouville, de {\displaystyle n\in \mathbb {N} } aux complexes {\displaystyle \alpha \in \mathbb {C} ,\ \Re (\alpha )>0}, avec :
{\displaystyle f^{[\alpha ]}(x)={\frac {1}{\Gamma (\alpha )}}\int _{a}^{x}\left(x-y\right)^{\alpha -1}f(y)\,\mathrm {d} y}
avec Γ la fonction Gamma d'Euler. Les deux formules coïncident sur la demi-droite des réels positifs.
On peut étendre la formule de Cauchy et l'intégrale de Riemann-Liouville à un espace de dimension arbitraire par le potentiel de Riesz.

## Applications
En analyse fractionnaire, ces formules peuvent être utilisées pour construire un opérateur intégro-différentiel, qui permet de dériver ou intégrant à un ordre fractionnaire. La dérivation à un ordre fractionnel peut être réalisée en intégrant d'abord à un ordre fractionnel, puis en dérivant le résultat.